# Kotihal, Ranibennur
Kotihal là một làng thuộc tehsil Ranibennur, huyện Haveri, bang Karnataka, Ấn Độ.